# Batalla de Ballynahinch
La Batalla de Ballynahinch se libró en las afueras de Ballynahinch, Condado de Down, el 12 de junio, durante la rebelión irlandesa de 1798 entre las fuerzas británicas dirigidas por el general George Nugent y los irlandeses locales liderados por Henry Munro (1758-98).

## Contexto
Munro era un comerciante de lino Lisburn y un irlandés presbiteriano que no tenía experiencia militar pero que había asumido el mando de la organización de Down tras el arresto del líder designado, el reverendo William Steel Dickson, el 5 de junio. Al enterarse de la victoria en Saintfield el 9 de junio, Munro se unió al campamento rebelde allí y luego se desplazó a Ednavady Hill, Ballynahinch para unirse a los miles que se habían reunido en apoyo de la rebelión. La respuesta de las guarniciones británicas era converger en Ballynahinch desde Belfast y Downpatrick en dos columnas acompañadas por varias piezas de artillería.

## Batalla de Ballynahinch
La batalla comenzó la noche del 12 de junio cuando dos colinas a la izquierda y derecha de Ballynahinch fueron ocupadas por los británicos que comenzaron a bombardear la ciudad. Durante una pausa cuando cayó la noche, se dijo que algunos oficiales rebeldes presionaron a Munro para un ataque nocturno pero él se negó afirmando que no era honorable. Como consecuencia, muchos rebeldes desilusionados desertaron durante la noche. 
Al amanecer, la batalla se reanudó con los rebeldes atacados por ambos bandos y aunque lograron cierto éxito inicial, el ejército rebelde comenzó a retirarse desordenadamente, siendo perseguido por los británicos, que se reagruparon rápidamente y masacraron a los que huían. Los informes iniciales afirmaron que cuatrocientos rebeldes fueron asesinados, mientras que las bajas británicas fueron alrededor de cuarenta. James Thomson (matemático), padre del famoso científico William Thomson, barón Kelvin participó en la batalla y publicó un relato como testigo ocular.

## Consecuencias
Munro logró huir del campo de batalla pero fue traicionado por un granjero y ahorcado frente a su propia casa en Lisburn el 16 de junio. Ballynahinch fue saqueada por el ejército victorioso después de la batalla con sesenta y tres casas incendiadas. La caballería recorrió los alrededores de la ciudad buscando rebeldes, asaltando casas y asesinando indiscriminadamente, especialmente el XXII Regimiento de Dragones. La víctima más famosa fue Betsy Gray, una joven rebelde que, junto con sus dos hermanos, fue masacrada tras la batalla, lo que le aseguró un lugar en la leyenda hasta el día de hoy.
Por la participación de su familia en este evento, Robert Stewart, futuro Lord Castlereagh, fue nombrado Secretario Jefe de Irlanda.